# Jhenaidah (zila)
Jhenaidah (en bengalí: ঝিনাইদাহ) es un zila o distrito de Bangladés que forma parte de la división de Khulna.
Comprende 6 upazilas en una superficie territorial de 1.937 km² : Harinakunda, Jhenaidah, Kaliganj, Kotchandpur, Moheshpur y Shailkupa.
La capital es la ciudad de Jhenaidah.

## Upazilas con población en marzo de 2011[2]
- Harinakundu 197,723
- Jhenaidah Sadar 455,932
- Kaliganj 282,366
- Kotchandpur 141,121
- Maheshpur 332,514
- Shailkupa 361,648

## Demografía
Según estimación 2010 contaba con una población total de 1.836.296 habitantes.